# Сажије
Сажије су насељено место у општини Брестовац, у западној Славонији, Република Хрватска.

## Историја
До нове територијалне организације налазило се у саставу бивше велике општине Славонска Пожега.

## Становништво
Насеље је према попису становништва из 2011. године имало 15 становника.
| Националност       | 1991.        |
| Срби               | 110 (93,22%) |
| Хрвати             | 2 (1,69%)    |
| Југословени        | 1 (0,84%)    |
| остали и непознато | 5 (4,23%)    |
| Укупно             | 118          |